# Siergiej Owczinnikow (siatkarz)
Siergiej Anatoljewicz Owczinnikow (ros. Сергей Анатольевич Овчинников; ur. 25 stycznia 1969 w Komsomolsku nad Amurem, zm. 29 sierpnia 2012 w Poreču w Chorwacji) – rosyjski siatkarz i trener. Jako zawodnik grał w wielu drużynach rosyjskiej Superligi m.in. Jarosławicz, Nieftjanik Baszkorotostana Ufa, NOWA Nowokujbyszewsk.
Karierę trenerską rozpoczął w 1998. Pracował głównie z drużynami kobiecymi m.in. Awtodor-Mietar Czelabińsk (2005–2006), Omiczka Omsk (2008–2009), Dinamo Krasnodar (2010–2011). W lutym 2012 został trenerem Dinamo Moskwa, z którym zdobył wicemistrzostwo Rosji. Został odznaczony tytułem Zasłużonego Mistrza Sportu (2011). W 2011 w Shenzhen zdobył brązowy medal na Letniej Uniwersjadzie wraz z reprezentacją Rosji. W grudniu 2011 został szkoleniowcem żeńskiej reprezentacji kobiet, z którą awansował na Igrzyska Olimpijskie 2012 w Londynie. Rosjanki przegrały w ćwierćfinale z Brazylijkami i odpadły z rywalizacji, mimo dobrej gry w fazie grupowej. 29 sierpnia 2012, na zgrupowaniu siatkarek Dinama Moskwa w Poreču w Chorwacji, został znaleziony martwy w swoim pokoju przez personel hotelu. Prawdopodobnie przyczyną śmierci było samobójstwo. Miał żonę i doje dzieci.